# Calle de Recoletos
La calle de Recoletos es una vía de la ciudad de Madrid en el distrito de Salamanca, que une el Paseo de Recoletos con la calle de Serrano, en dirección oeste-este.
Se urbanizó en 1850, ocupando parte de los terrenos del Convento de Monjes Agustinos Recoletos, fundado en 1575, del que recibe tal nombre. El cronista Pedro de Répide la organizaba en el primer tercio del siglo xx en el barrio de la Biblioteca del distrito de Buenavista, y asignada a las parroquias de san José y santa Bárbara.
Al final de esta breve calle, en los solares del lado izquierdo y esquina ya al paseo del mismo nombre, tuvo su primera instalación el circo Price, entre 1853 y 1880, año en que se trasladó al nuevo local de la plaza del Rey. Dirigido por el «écuyer» Thomas Price, además de la cuadra de acróbatas a caballo tuvo entre sus atracciones circenses a «los hermanos Mariani, Franc Pastor, el enano Johnatán Bach y los famosos Witoyne y Sechi», según anotan Hilario Peñasco de la Puente y Carlos Cambronero.

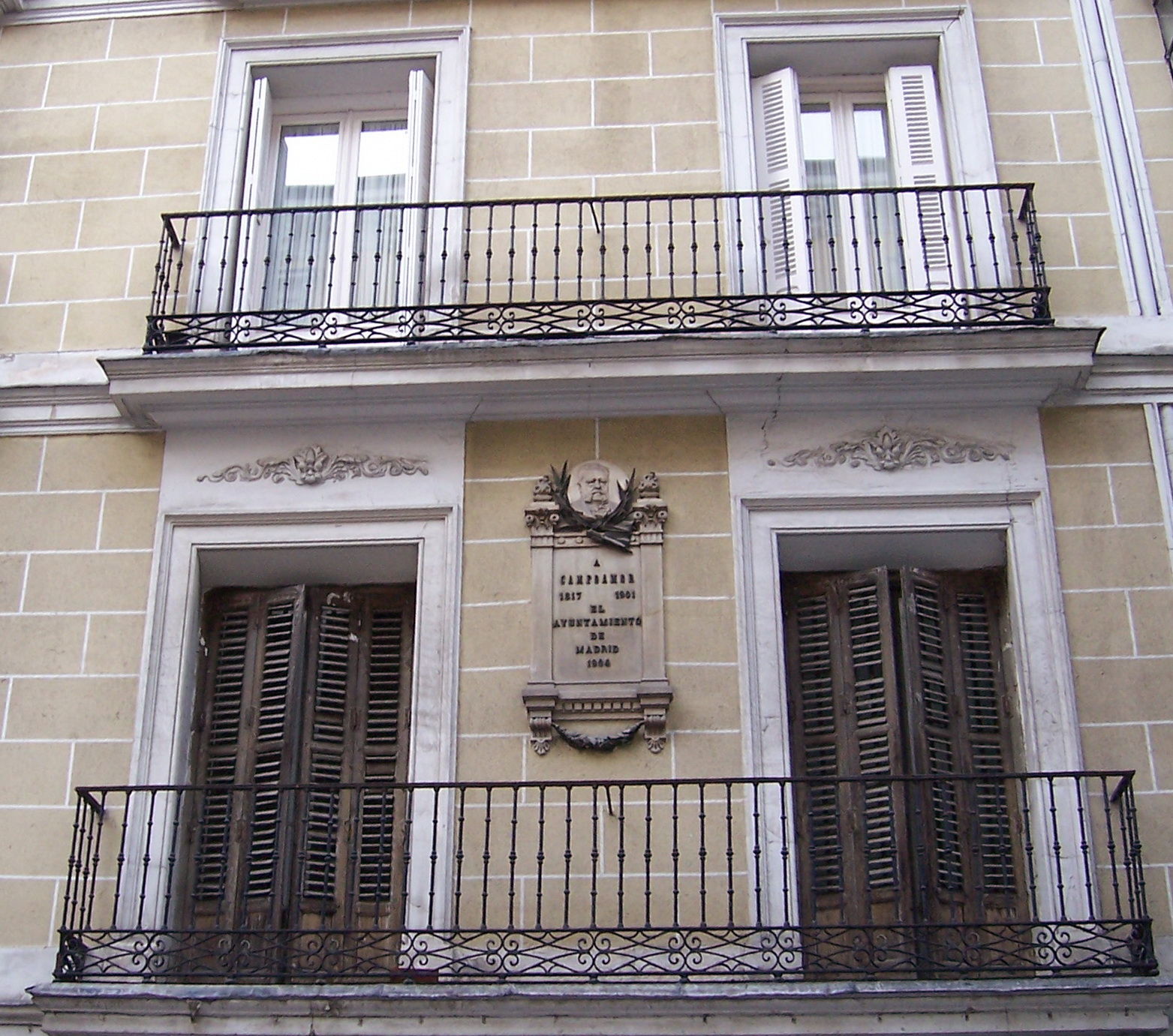
Placa dedicada a Campoamor en el número 19.

Se conserva en la fachada del número 19 la placa laureada que el Ayuntamiento de Madrid le dedicó al poeta Ramón de Campoamor, muerto en esa casa el 12 de febrero de 1901.